# ناکیندوگو
ناکیندوگو شهری در شهرستان کونگوسی در استان بام در بورکینافاسوی شمالی است و جمعیت آن ۴۷۹ نفر است.